# 샤프 X1
샤프 X1(Sharp X1, 약칭 X1)은 일본 제조사 샤프 코퍼레이션이 생산한 일련의 개인용 컴퓨터 기종이다. 샤프 MZ를 잇는 후속 기종으로 Z80 CPU를 사용했다. 1982년부터 1988년까지 생산됐다.
X1의 RGB 디스플레이 모니터에는 텔레비전 튜너가 있었고 컴퓨터 화면을 TV에 겹쳐서 표시할 수 있었다. 모든 TV 기능은 컴퓨터 프로그램으로 제어할 수 있다. 문자 글꼴은 4비트 색상으로 완전히 프로그래밍 가능(PCG)되었으며 많은 게임에서 효과적으로 사용되었다. VRAM 메모리 전체가 I/O 영역에 매핑되어 뱅크 전환 없이 제어되었다. 이러한 기능으로 인해 X1은 게임 소프트웨어에 매우 강력해졌다.

## 같이 보기
- 삼성 SPC-1500